# Jón Kalman Stefánsson
Jón Kalman Stefánsson (* 17. prosince 1963 Reykjavík) je islandský spisovatel.

## Život
Po ukončení základní školy byl zaměstnán například v továrně na zpracování ryb, jako zedník a krátce také jako policista na letišti v Keflavíku.
V letech 1986 až 1991 studoval literární vědu na Islandské univerzitě, ale studium nedokončil. Následujících osm let vyučoval literaturu na škole v Akranes. Zároveň psal články a recenze pro noviny 'Morgunblaðið a také pro celoislandskou rozhlasovou stanici RÚV.
V letech 1992 až 1995 žil v Kodani. Od návratu až do roku 2000 řídil městskou knihovnu v Mosfellsbæru u Reykjavíku. Od té doby je spisovatelem na volné noze a žije v Mosfellsbæru.

## Dílo
- Sumarið bakvið Brekkuna (1997, Slunce za kopcem)
- Birtan á fjöllunum (1999, Světlo na horách)
- Ýmislegt um risafurur og tímann (2001, Několik věcí o obřích borovicích a čase)
- Snarkið í stjörnunum (2003)
- Sumarljós og svo kemur nóttin (2005, Letní světlo, a pak přijde noc)
- Himnaríki og helvíti (2007, Ráj a peklo)
- Harmur englanna (2009)
- Hjarta mannsins (2011)
- Fiskarnir hafa enga fætur (2013)